# Melanargia calabraprocida
Melanargia calabraprocida är en fjärilsart som beskrevs av Ruggero Verity 1921. Melanargia calabraprocida ingår i släktet Melanargia och familjen praktfjärilar. Inga underarter finns listade i Catalogue of Life.